# Donna Vekić
Donna Vekić, née le 28 juin 1996 à Osijek, est une joueuse de tennis croate, professionnelle depuis 2012.
Elle a remporté 4 titres en simple sur le circuit WTA.

## Biographie
Donna Vekić est la fille de deux anciens sportifs de haut niveau, son père étant gardien de but en football et sa mère athlète spécialiste du sprint et des courses de haies.
Elle est championne de Croatie junior en 2011. Elle est membre de l'équipe de Croatie de Fed Cup depuis 2012.

## Carrière professionnelle
En 2011, à l'âge de 15 ans, elle dispute sept tournois professionnels, atteint à cinq reprises la finale et en remporte une à Chiswick.
En 2012, elle dispute cinq autres finales sur le circuit ITF et s'en adjuge deux à Bangalore et Ferghana. En septembre 2012, issue des qualifications, elle atteint la finale du tournoi WTA de Tachkent en battant deux têtes de série sur son parcours. Elle finit cependant par s'incliner en finale face à la Roumaine Irina-Camelia Begu. À 16 ans, elle est alors la plus jeune finaliste d'un tournoi WTA depuis Tamira Paszek en 2006.
Elle intègre le top 100 mondial après avoir battu Andrea Hlaváčková au premier tour de l'Open d'Australie 2013. Cette année-là, la Croate réussit l'exploit de se qualifier pour la finale du tournoi de Birmingham, où elle affronte la Slovaque Daniela Hantuchová. Son adversaire domine cependant l'ensemble du match et s'impose sur le score de 7-6, 6-4.

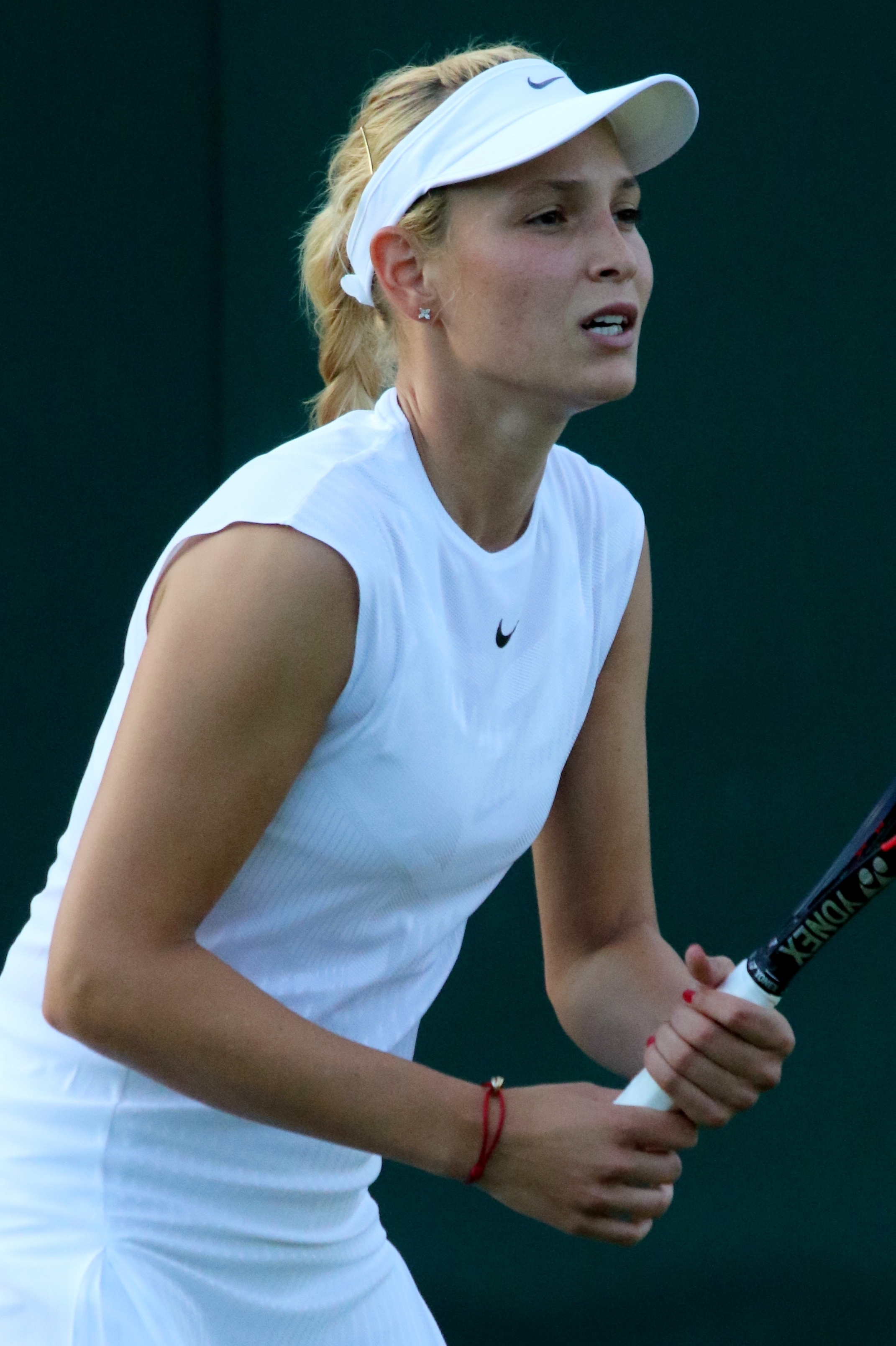
En 2017, au premier tour de Wimbledon.

Le 20 avril 2014, Donna Vekić remporte son premier titre WTA à Kuala Lumpur en dominant Dominika Cibulková (5-7, 7-5, 7-6) en finale. Les deux saisons suivantes seront moins prolifiques malgré une finale à Tachkent en 2015 et un titre au tournoi ITF 100 000$ de Charm el-Cheikh en 2016.
Elle remporte son second titre, le premier sur gazon, lors du Nottingham Open en juin 2017, battant en finale la Britannique Johanna Konta.
Le 5 août 2018, Donna Vekić échoue en finale du Citi Open de Washington face à la Russe Svetlana Kuznetsova malgré quatre balles de match lors du deuxième set. Elle est aussi demi-finaliste à Nottingham et Tokyo (où elle bat deux joueuses du top 10), ainsi que huitième de finaliste à Wimbledon.
Elle réalise sa meilleure saison en 2019, se qualifiant tout d'abord pour la finale du WTA Premier de Saint-Pétersbourg, signant sa plus belle victoire en quart de finale contre Petra Kvitová, puis à Nottingham, s'inclinant contre Caroline Garcia. Dans les tournois du Grand Chelem, elle est huitième de finaliste à Roland-Garros et atteint les quarts de finale à l'US Open après avoir remonté un handicap d'un set et d'un break contre Julia Görges au tour précédent. Elle fait son entrée dans le top 20 en fin d'année à la 19e place.
Après avoir atteint le 4e tour lors de l'Open d'Australie 2021, elle subit une opération au genou droit et fait son retour sur les courts à l'occasion des Internationaux de France.
En 2023, elle atteint mi-janvier les quarts de finale à l'Open d'Australie pour la première fois de sa carrière. Elle élimine pour cela deux Russes, la qualifiée Oksana Selekhmeteva au bout du super tie-break (6-2, 2-6, 6-7), et Liudmila Samsonova (6-3, 6-0). Elle sort ensuite l'Espagnole Nuria Párrizas Díaz (6-2, 6-2), et la jeune Tchèque Linda Fruhvirtová (6-2, 1-6, 6-3). Elle est sortie par la cinquième mondiale Aryna Sabalenka (3-6, 2-6). Début mars, elle atteint la finale de Monterrey, au Mexique en éliminant de sa route Lesia Tsurenko, Emma Navarro, Ysaline Bonaventure et Zhu Lin. Elle s'impose en finale contre la Française et 5e mondiale Caroline Garcia (6-4, 3-6, 7-5). Elle emporte ainsi le quatrième titre de sa carrière.
Fin juin, elle élimine lors du tournoi de Berlin les Russes Varvara Gracheva (6-3, 6-2) et Elina Avanesyan (6-2, 7-6), la numéro trois mondiale Elena Rybakina (6-7, 6-3, 6-4), tenante du titre à Wimbledon et la Grecque María Sákkari (6-4, 7-6). Elle perd le match et le titre contre la Tchèque Petra Kvitová (2-6, 6-7) pour sa deuxième finale de l'année.
Début février 2024, elle participe en tant que tête de série numéro trois au tournoi de Linz en Autriche. Elle se défait très facilement de l'invitée Ukrainienne Dayana Yastremska, qui sort d'une demi-finale surprise à l'Open d'Australie (6-1, 6-1) avant de battre la Française Clara Burel (6-0, 7-6). Elle tombe en demi dans un duel serré contre la Russe Ekaterina Alexandrova (7-5, 6-7, 6-7). Elle réussit son meilleur parcours en Grand Chelem jusqu'alors à Wimbledon 2024, renversant sur sa route la Chinoise Wang Xiyu qui échoue pour la troisième année de suite d'entrée au tournoi londonien (3-6, 6-3, 6-4) et sortant la jeune Erika Andreeva qui vient de remporter son premier match en Majeur (6-2, 6-3). Elle remporte un gros duel contre l'Ukrainienne Dayana Yastremska, demi-finaliste en début de saison à l'Open d'Australie (7-6, 6-7, 6-1) ainsi que l'ancienne numéro deux Paula Badosa en huitièmes de finale (6-2, 1-6, 6-4) pour jouer son troisième quart de finale en Grand Chelem, son premier à Wimbledon. Profitant d'un tableau ouvert, elle rencontre la surprise du tournoi Néo-Zélandaise, Lulu Sun qui sort des qualifications et joue son premier Wimbledon en carrière. Elle renverse le cours de la rencontre (5-7, 6-4, 6-1) pour disputer sa première demi-finale en Grand Chelem contre l'Italienne Jasmine Paolini, récente finaliste à Roland-Garros. Elle se fait néanmoins renverser par l'Italienne et perd le match alors qu'elle était à deux points de la victoire (6-2, 4-6, 6-7).
Durant l'été, elle participe aux Jeux olympiques d'été de 2024 dans l'épreuve en simple comme tête de série numéro treize. Au troisième tour, elle se défait de l'Américaine Coco Gauff, tête de série numéro deux (7-6, 6-2), et atteint la finale du tournoi, où elle est perd contre la Chinoise Zheng Qinwen tête de série numéro 6 (6-2, 6-3).
Elle confirme son regain de forme cette saison en ralliant la deuxième semaine de l'US Open pour la première fois depuis cinq ans, éliminant la qualifiée Kimberly Birrell (6-4, 6-4), la Belge Greet Minnen (7-5, 6-1) et la jeune Peyton Stearns (7-5, 6-4). Elle concède un premier set puis le match contre la Chinoise Zheng Qinwen, numéro sept mondiale et titrée aux Jeux Olympiques de Paris durant l'été (6-7, 6-4, 2-6) en huitièmes de finale.
Début 2025, elle rejoint la deuxième semaine à l'Open d'Australie, après une victoire sur la jeune Française Diane Parry (6-4, 6-4), une remontée contre la repêchée Harriet Dart (4-6, 6-0, 6-2) et une match très serré contre la douzième joueuse mondiale, Diana Shnaider (7-6, 6-7, 7-5). Comme l'année passée, elle s'incline contre la Russe Anastasia Pavlyuchenkova, s'effondrant après la perte du tie-break du premier set (6-7, 0-6).

## Entraîneurs
Donna Vekić est entraînée dès l'âge de 11 ans par l'ancien joueur britannique David Felgate. Leur association dure jusqu'en août 2014. Elle est entraînée par John Evert de novembre 2014 à la fin de l'année 2015, avant de reprendre avec Felgate en 2016, jusqu'en mai. Puis elle est entraînée par Nikola Horvat de juin 2016 à la fin de la saison 2017.
C'est avec Torben Beltz (en), du début 2018 à juin 2020, qu'elle obtient ses meilleurs résultats : elle atteint trois finales WTA, son premier quart de finale en Grand Chelem (US Open 2019) et son meilleur classement (19e, en novembre 2019).
Elle collabore avec Sam Sumyk de juillet 2020 à août 2021, puis avec Luka Kutanjac d'août 2021 à juillet 2022. En août 2022, elle retrouve Nikola Horvat. Horvat est son « entraîneur principal ». Il est épaulé de l'ancienne no 3 mondiale Pam Shriver, que Vekić définit comme sa « coach, consultante, mentor, peu importe comme vous voudrez l'appeler ».

## Vie privée
Elle est en couple de 2014 à 2019 avec le Suisse Stanislas Wawrinka. En 2015, elle est l'objet d'une provocation vulgaire de Nick Kyrgios. Dans un match contre Wawrinka, l'Australien lance à son adversaire : « Kokkinakis a b**** ta copine, mec, désolé de te le dire. » Le propos est capté par les micros de télévision, ce qui déclenche une violente polémique. Kyrgios est contraint de présenter des excuses publiques le lendemain. Il est sanctionné d'une amende de 10 000 dollars. Il n'a jamais été établi que son allégation était fondée.

## Palmarès

### Titres en simple dames
| No | Date       | Nom et lieu du tournoi             | Catégorie | Dotation  | Surface      | Finaliste          | Score          |          |
| -- | ---------- | ---------------------------------- | --------- | --------- | ------------ | ------------------ | -------------- | -------- |
| 1  | 14-04-2014 | BMW Malaysian Open, Kuala Lumpur   | Intern'l  | 250 000 $ | Dur (ext.)   | Dominika Cibulková | 5-7, 7-5, 7-64 | Parcours |
| 2  | 12-06-2017 | Aegon Open, Nottingham             | Intern'l  | 250 000 $ | Gazon (ext.) | Johanna Konta      | 2-6, 7-63, 7-5 | Parcours |
| 3  | 25-10-2021 | Courmayeur Ladies Open, Courmayeur | WTA 250   | 235 238 $ | Dur (int.)   | Clara Tauson       | 7-63, 6-2      | Parcours |
| 4  | 27-02-2023 | Abierto GNP Seguros, Monterrey     | WTA 250   | 259 303 $ | Dur (ext.)   | Caroline Garcia    | 6-4, 3-6, 7-5  | Parcours |

### Finales en simple dames
| No | Date       | Nom et lieu du tournoi                             | Catégorie     | Dotation  | Surface      | Vainqueure          | Score           |          |
| -- | ---------- | -------------------------------------------------- | ------------- | --------- | ------------ | ------------------- | --------------- | -------- |
| 1  | 10-09-2012 | Tashkent Open, Tachkent                            | Intern'l      | 220 000 $ | Dur (ext.)   | Irina-Camelia Begu  | 6-4, 6-4        | Parcours |
| 2  | 10-06-2013 | Aegon Classic, Birmingham                          | Intern'l      | 235 000 $ | Gazon (ext.) | Daniela Hantuchová  | 7-65, 6-4       | Parcours |
| 3  | 28-09-2015 | Tashkent Open, Tachkent                            | Intern'l      | 250 000 $ | Dur (ext.)   | Nao Hibino          | 6-2, 6-2        | Parcours |
| 4  | 30-07-2018 | Citi Open, Washington                              | Intern'l      | 250 000 $ | Dur (ext.)   | Svetlana Kuznetsova | 4-6, 7-67, 6-2  | Parcours |
| 5  | 28-01-2019 | St. Petersburg Ladies Trophy, Saint-Pétersbourg    | Premier       | 823 000 $ | Dur (int.)   | Kiki Bertens        | 7-62, 6-4       | Parcours |
| 6  | 10-06-2019 | Nature Valley Open, Nottingham                     | Intern'l      | 226 750 $ | Gazon (ext.) | Caroline Garcia     | 2-6, 7-64, 7-64 | Parcours |
| 7  | 10-10-2022 | San Diego Open, San Diego                          | WTA 500       | 757 900 $ | Dur (ext.)   | Iga Świątek         | 6-3, 3-6, 6-0   | Parcours |
| 8  | 19-06-2023 | Bett1Open, Berlin                                  | WTA 500       | 780 637 $ | Gazon (ext.) | Petra Kvitová       | 6-2, 7-66       | Parcours |
| 9  | 23-06-2024 | Bad Homburg Open powered by Solarwatt, Bad Homburg | WTA 500       | 922 573 $ | Gazon (ext.) | Diana Shnaider      | 6-3, 2-6, 6-3   | Parcours |
| 10 | 27-07-2024 | Summer Olympic Tennis Event, Paris                 | J. olympiques | NC        | Terre (ext.) | Zheng Qinwen        | 6-2, 6-3        | Tableau  |

### Titre en double mixte (1)
| No | Date       | Nom et lieu du tournoi | Catégorie | Dotation | Surface      | Partenaire  | Finalistes                | Score        |          |
| -- | ---------- | ---------------------- | --------- | -------- | ------------ | ----------- | ------------------------- | ------------ | -------- |
| 1  | 19-07-2023 | Hopman Cup XXXII Nice  | ITF       | NC       | Terre (ext.) | Borna Ćorić | Céline Naef Leandro Riedi | 2 matchs à 0 | Parcours |

## Parcours en Grand Chelem

### En simple dames
| Année | Open d'Australie | Open d'Australie   | Internationaux de France | Internationaux de France | Wimbledon       | Wimbledon           | US Open         | US Open              |
| ----- | ---------------- | ------------------ | ------------------------ | ------------------------ | --------------- | ------------------- | --------------- | -------------------- |
| 2012  | —                | —                  | —                        | —                        | —               | —                   | Q3              | Edina Gallovits-Hall |
| 2013  | 2e tour (1/32)   | Caroline Wozniacki | 1er tour (1/64)          | Mallory Burdette         | 1er tour (1/64) | Petra Cetkovská     | 2e tour (1/32)  | Simona Halep         |
| 2014  | 1er tour (1/64)  | Lucie Hradecká     | 1er tour (1/64)          | Julia Glushko            | 2e tour (1/32)  | Vera Zvonareva      | 1er tour (1/64) | Coco Vandeweghe      |
| 2015  | 1er tour (1/64)  | Mona Barthel       | 2e tour (1/32)           | Ana Ivanović             | Q2              | Petra Cetkovská     | Q2              | Sorana Cîrstea       |
| 2016  | 1er tour (1/64)  | Naomi Osaka        | 1er tour (1/64)          | Madison Keys             | 1er tour (1/64) | Venus Williams      | Q3              | Nadia Podoroska      |
| 2017  | 2e tour (1/32)   | Caroline Wozniacki | 1er tour (1/64)          | Zhang Shuai              | 2e tour (1/32)  | Johanna Konta       | 3e tour (1/16)  | Anastasija Sevastova |
| 2018  | 2e tour (1/32)   | Angelique Kerber   | 2e tour (1/32)           | Maria Sharapova          | 1/8 de finale   | Julia Görges        | 1er tour (1/64) | Anastasija Sevastova |
| 2019  | 2e tour (1/32)   | Kimberly Birrell   | 1/8 de finale            | Johanna Konta            | 1er tour (1/64) | Alison Riske        | 1/4 de finale   | Belinda Bencic       |
| 2020  | 3e tour (1/16)   | Iga Świątek        | 1er tour (1/64)          | Irina Maria Bara         | annulé          | annulé              | 3e tour (1/16)  | Tsvetana Pironkova   |
| 2021  | 1/8 de finale    | Jennifer Brady     | 1er tour (1/64)          | Karolína Plíšková        | 2e tour (1/32)  | Karolína Plíšková   | 1er tour (1/64) | Garbiñe Muguruza     |
| 2022  | 1er tour (1/64)  | Alison Riske       | 2e tour (1/32)           | Amanda Anisimova         | 1er tour (1/64) | Jessica Pegula      | 1er tour (1/64) | Veronika Kudermetova |
| 2023  | 1/4 de finale    | Aryna Sabalenka    | 2e tour (1/32)           | Bernarda Pera            | 3e tour (1/16)  | Markéta Vondroušová | 1er tour (1/64) | Sachia Vickery       |
| 2024  | 1er tour (1/64)  | A. Pavlyuchenkova  | 3e tour (1/16)           | Olga Danilović           | 1/2 finale      | Jasmine Paolini     | 1/8 de finale   | Zheng Qinwen         |
| 2025  | 1/8 de finale    | A. Pavlyuchenkova  | 2e tour (1/32)           | Bernarda Pera            | 2e tour (1/32)  | Cristina Bucșa      |                 |                      |

N.B. : à droite du résultat se trouve le nom de l'ultime adversaire.

### En double dames
| Année | Open d'Australie                                                                        | Open d'Australie                                                                     | Internationaux de France                                                            | Internationaux de France                                                                 | Wimbledon                                                                            | Wimbledon | US Open                                                                                  | US Open |
| ----- | --------------------------------------------------------------------------------------- | ------------------------------------------------------------------------------------ | ----------------------------------------------------------------------------------- | ---------------------------------------------------------------------------------------- | ------------------------------------------------------------------------------------ | --------- | ---------------------------------------------------------------------------------------- | ------- |
| 2013  | —                                                                                       | —                                                                                    | —                                                                                   | —                                                                                        | —                                                                                    | —         | 1er tour (1/32) Ka. Plíšková \|\| style="text-align:left;" \| V. King M. Rybáriková      |         |
| 2014  | 1er tour (1/32) B. Jovanovski \|\| style="text-align:left;" \| A. Medina Y. Shvedova    | 1er tour (1/32) R. Olaru \|\| style="text-align:left;" \| K. Barrois A. Beck         | 1er tour (1/32) S. Fichman \|\| style="text-align:left;" \| K. Date B. Strýcová     | 1er tour (1/32) T. Bacsinszky \|\| style="text-align:left;" \| Chan H-ch. Chan Y-j.      |                                                                                      |           |                                                                                          |         |
| 2015  | 2e tour (1/16) S. Rogers \|\| style="text-align:left;" \| C. Garcia K. Srebotnik        | —                                                                                    | —                                                                                   | —                                                                                        | —                                                                                    | —         | —                                                                                        |         |
| 2016  | —                                                                                       | —                                                                                    | —                                                                                   | —                                                                                        | 1er tour (1/32) D. Hantuchová \|\| style="text-align:left;" \| M. Brengle T. Maria   | —         | —                                                                                        |         |
| 2017  | —                                                                                       | —                                                                                    | 1er tour (1/32) S. Cîrstea \|\| style="text-align:left;" \| A. Klepač M.J. Martínez | 1er tour (1/32) S. Rogers \|\| style="text-align:left;" \| M. Barthel A. Kontaveit       | 1er tour (1/32) P. Martić \|\| style="text-align:left;" \| S. Mirza Peng S.          |           |                                                                                          |         |
| 2018  | 2e tour (1/16) Kr. Plíšková \|\| style="text-align:left;" \| N. Kichenok A. Rodionova   | 2e tour (1/16) D. Jurak \|\| style="text-align:left;" \| D. Jakupović I. Khromacheva | 1er tour (1/32) M. Sákkari \|\| style="text-align:left;" \| Han X. L. Kumkhum       | —                                                                                        | —                                                                                    |           |                                                                                          |         |
| 2019  | 1er tour (1/32) B. Bencic \|\| style="text-align:left;" \| V. Kudermetova S. Santamaria | —                                                                                    | —                                                                                   | —                                                                                        | —                                                                                    | —         | —                                                                                        |         |
|       |                                                                                         |                                                                                      |                                                                                     |                                                                                          |                                                                                      |           |                                                                                          |         |
| 2022  | —                                                                                       | —                                                                                    | —                                                                                   | —                                                                                        | —                                                                                    | —         | 1er tour (1/32) A. Kalinskaya \|\| style="text-align:left;" \| V. Kudermetova E. Mertens |         |
| 2023  | 1er tour (1/32) T. Martincová \|\| style="text-align:left;" \| C. Gauff J. Pegula       | —                                                                                    | —                                                                                   | 1er tour (1/32) T. Martincová \|\| style="text-align:left;" \| L. Siegemund V. Zvonareva | 1/8 de finale Ka. Plíšková \|\| style="text-align:left;" \| L. Fernandez T. Townsend |           |                                                                                          |         |
| 2024  | 1er tour (1/32) S. Cîrstea \|\| style="text-align:left;" \| D. Schuurs L. Stefani       | —                                                                                    | —                                                                                   | —                                                                                        | —                                                                                    | —         | —                                                                                        |         |

N.B. : le nom de la partenaire se trouve sous le résultat ; les noms des ultimes adversaires se trouvent à droite.

### En double mixte
| Année | Open d'Australie              | Open d'Australie     | Internationaux de France                                                           | Internationaux de France | Wimbledon               | Wimbledon                | US Open | US Open |
| ----- | ----------------------------- | -------------------- | ---------------------------------------------------------------------------------- | ------------------------ | ----------------------- | ------------------------ | ------- | ------- |
| 2013  | —                             | —                    | —                                                                                  | —                        | 2e tour (1/16) J. Blake | K. Srebotnik N. Zimonjić | —       | —       |
| 2014  | 1er tour (1/16) T. Kokkinakis | J. Görges A. Qureshi | —                                                                                  | —                        | —                       | —                        | —       | —       |
|       |                               |                      |                                                                                    |                          |                         |                          |         |         |
| 2024  | —                             | —                    | 1er tour (1/16) I. Dodig \|\| style="text-align:left;" \| B. Krejčíková J. Vliegen | —                        | —                       | —                        | —       |         |

N.B. : le nom du partenaire se trouve sous le résultat ; les noms des ultimes adversaires se trouvent à droite.

## Parcours en «Premier» et WTA 1000
Les tournois WTA « Premier Mandatory » et « Premier 5 » (entre 2009 et 2020) et WTA 1000 (à partir de 2021) constituent les catégories d'épreuves les plus prestigieuses, après les quatre levées du Grand Chelem. 

De 2009 à 2023, les tournois Premier Mandatory (dits tournois WTA 1000 obligatoires entre 2021 et 2023) regroupent Indian Wells, Miami, Madrid et Pékin, les autres constituant les tournois Premier 5 (tournois WTA 1000 non-obligatoires). À partir de 2024, le nombre de tournois WTA 1000 passe à 10 par saison (fin de l’alternance Doha / Dubaï), ces derniers devenant tous obligatoires et offrant tous 1000 points à la vainqueure (contre 900 points précédemment pour les tournois Premier 5).

### En simple dames
| Année |       |                              |                           |                               |                               |                            |                              |                              |                                  |                               |  |                               |
| Doha  | Dubaï | Indian Wells                 | Miami                     | Madrid                        | Rome                          | Canada                     | Cincinnati                   | Pékin                        |                                  | Tokyo                         |  |                               |
| Doha  | Dubaï | Indian Wells                 | Miami                     | Madrid                        | Rome                          | Canada                     | Cincinnati                   | Pékin                        | Wuhan                            |                               |  |                               |
| Doha  | Dubaï | Indian Wells                 | Miami                     | Madrid                        | Rome                          | Canada                     | Cincinnati                   | Pékin                        | Guadalajara                      |                               |  |                               |
| 2013  |       |                              | WTA 500                   |                               | 2e tour (1/32) E. Vesnina     |                            |                              |                              |                                  |                               |  |                               |
| 2014  |       |                              | WTA 500                   | 2e tour (1/32) D. Cibulková   | 3e tour (1/16) P. Kvitová     |                            |                              |                              |                                  |                               |  | 1er tour (1/32) A. Petkovic   |
| 2015  |       | WTA 500                      |                           | 2e tour (1/32) Z. Diyas       |                               |                            |                              |                              |                                  |                               |  |                               |
| 2016  |       | 2e tour (1/16) C. Suárez     | WTA 500                   | 1er tour (1/64) T. Pironkova  |                               |                            |                              |                              | 2e tour (1/16) J. Konta          |                               |  |                               |
| 2017  |       | WTA 500                      |                           | 2e tour (1/32) S. Halep       | 1er tour (1/64) Wang Q.       | 2e tour (1/16) M. Doi      | 1er tour (1/32) C. Garcia    | 2e tour (1/16) A. Kerber     | 1er tour (1/32) N. Vikhlyantseva | 1er tour (1/32) C. Vandeweghe |  | 1er tour (1/32) Zhang S.      |
| 2018  |       | 1er tour (1/32) A. Sevastova | WTA 500                   | 1er tour (1/64) M. Sákkari    | 3e tour (1/16) D. Collins     | 2e tour (1/16) G. Muguruza | 2e tour (1/16) M. Keys       |                              |                                  | 3e tour (1/8) A. Sevastova    |  | 2e tour (1/16) A. Kontaveit   |
| 2019  |       | WTA 500                      | 1er tour (1/32) O. Jabeur | 2e tour (1/32) Y. Bonaventure | 3e tour (1/16) P. Kvitová     | 3e tour (1/8) P. Martić    |                              | 2e tour (1/16) S. Kuznetsova | 3e tour (1/8) V. Williams        | 1er tour (1/32) K. Bertens    |  | 1er tour (1/32) O. Jabeur     |
| 2020  |       | 1er tour (1/32) I. Świątek   | WTA 500                   | Annulé                        | Annulé                        | Annulé                     | 1er tour (1/32) A. Anisimova | Annulé                       | 1er tour (1/32) V. Azarenka      | Annulé                        |  | Annulé                        |
| 2021  |       | WTA 500                      |                           | 1er tour (1/64) A. Sharma     |                               |                            |                              | 2e tour (1/16) Ka. Plíšková  |                                  | Annulé                        |  | Annulé                        |
| 2022  |       |                              | WTA 500                   |                               |                               |                            |                              | 1er tour (1/32) S. Halep     |                                  | Hors calendrier               |  | 2e tour (1/16) V. Kudermetova |
| 2023  |       | WTA 500                      |                           | 2e tour (1/32) L. Tsurenko    | 3e tour (1/16) P. Kvitová     | 2e tour (1/32) R. Masarova | 4e tour (1/8) I. Świątek     | 1er tour (1/32) J. Paolini   | 3e tour (1/8) O. Jabeur          | 1er tour (1/32) A. Blinkova   |  |                               |
| 2024  |       | 1er tour (1/32) K. Siniaková | 3e tour (1/8) S. Cîrstea  | 2e tour (1/32) C. Wozniacki   | 2e tour (1/32) E. Alexandrova | 2e tour (1/32) M. Sákkari  | 1er tour (1/64) L. Tsurenko  |                              | 1er tour (1/32) A. Krueger       | 3e tour (1/16) M. Andreeva    |  | 2e tour (1/16) Y. Putintseva  |
| 2025  |       | 1er tour (1/32) L. Nosková   | 1er tour (1/32) S. Kenin  | 4e tour (1/8) M. Keys         | 2e tour (1/32) R. Masarova    | 4e tour (1/8) M. Keys      | 2e tour (1/32) B. Andreescu  |                              | 1er tour (1/64) S. Cîrstea       |                               |  |                               |

Sous le résultat, l’ultime adversaire.
1. 1 2   Les tournois de Doha et Dubaï alternent le statut de tournoi WTA 1000 (ex Premier 5) entre 2009 et 2023 : les trois premières éditions ont lieu à Dubaï, les trois suivantes à Doha, puis Dubaï accueille le tournoi de cette catégorie les années impaires et Dubaï les années paires. De 2011 à 2023, la ville qui n’accueille pas de WTA 1000 organise à la place un tournoi WTA 500 (ex Premier).
2. 1 2 3 4 5 6 7 8   L’ordre de déroulement des tournois a évolué depuis 2009 : Rome se dispute avant Madrid et Cincinnati avant Montréal/Toronto jusqu’en 2010, tandis que Tokyo (2009-2013)-Wuhan (2014-2019, 2024-)-Guadalajara (2022-2023) ont lieu avant Pékin jusqu’en 2023.
3. 1 2 3 4 5 6 7 8  Du fait de la pandémie de Covid-19, les tournois d’Indian Wells, de Miami, de Madrid, du Canada, de Wuhan et de Pékin sont annulés en 2020. Ces deux derniers le sont également en 2021. Pour des raisons d’organisation, le tournoi de Cincinnati 2020 a exceptionnellement lieu à Flushing Meadows à New York.
4. ↑  Le 1er décembre 2021, le président de la WTA, Steve Simon, annonce que tous les tournois prévus en Chine et à Hong Kong sont suspendus à partir de 2022, en raison de préoccupations concernant la sécurité et le bien-être de la joueuse de tennis chinoise Peng Shuai après ses allégations de relations sexuelles non-consenties avec Zhang Gaoli, membre de haut rang du Parti communiste chinois. Le tournoi de Pékin revient en 2023. Le tournoi de Guadalajara remplace celui de Wuhan pendant deux ans, ce dernier réapparaissant en 2024.

## Parcours aux Jeux olympiques

### En simple dames
| # | Date       | Nom de l'olympiade         | Surface             | Résultat      | Ultime adversaire | Score     |          |
| - | ---------- | -------------------------- | ------------------- | ------------- | ----------------- | --------- | -------- |
| 1 | 31/07/2021 | Olympic Tennis Event Tokyo | Dur (ext.)          | 1/8 de finale | Elena Rybakina    | 7-63, 6-4 | Parcours |
| 2 | 27/07/2024 | Olympic Tennis Event Paris | Terre battue (ext.) | Argent        | Zheng Qinwen      | 6-2, 6-3  | Parcours |

## Classements WTA en fin de saison
| Année          | 2011 | 2012 | 2013 | 2014 | 2015 | 2016 | 2017 | 2018 | 2019 | 2020 | 2021 | 2022 | 2023 | 2024 |
| Rang en simple | 392  | 118  | 86   | 84   | 105  | 101  | 56   | 34   | 19   | 32   | 67   | 69   | 23   | 19   |
| Rang en double | 1074 | –    | –    | 650  | 371  | 1094 | 374  | 260  | 224  | 202  | 391  | 1250 | 228  | 945  |

Source : (en) Classements de Donna Vekić sur le site officiel de la Fédération internationale de tennis

## Records et statistiques

### Victoires sur le top 10
Toutes ses victoires sur des joueuses classées dans le top 10 de la WTA lors de la rencontre.
| Légende              |
| Grand Chelem         |
| Premier 5 / WTA 1000 |
| Premier / WTA 500    |
| Intern'l / WTA 250   |
| Fed Cup              |

| #  |       |  | Tournoi           | Année | Surface      |                 | Adversaire         | Rang  | Tour           | Score          | Tableau |
| -- | ----- |  | ----------------- | ----- | ------------ | --------------- | ------------------ | ----- | -------------- | -------------- | ------- |
| 1  | no 95 |  | Kuala Lumpur      | 2014  | Dur          |                 | Dominika Cibulková | no 10 | Finale         | 5-7, 7-5, 7-64 | Tableau |
| 2  | no 70 |  | Nottingham        | 2017  | Gazon        |                 | Johanna Konta      | no 8  | Finale         | 2-6, 7-63, 7-5 | Tableau |
| 3  | no 55 |  | Wimbledon         | 2018  | Gazon        |                 | Sloane Stephens    | no 4  | 1/64           | 6-1, 6-3       | Tableau |
| 4  | no 45 |  | Tokyo             | 2018  | Dur          |                 | Sloane Stephens    | no 9  | 1/16           | 6-4, 6-4       | Tableau |
| 5  | no 45 |  | Tokyo             | 2018  | Dur          | Caroline Garcia | no 4               | 1/4   | 6-3, 6-4       |                | Tableau |
| 6  | no 34 |  | Brisbane          | 2019  | Dur          |                 | Kiki Bertens       | no 9  | 1/8            | 7-65, 1-6, 7-5 | Tableau |
| 7  | no 30 |  | Saint-Pétersbourg | 2019  | Dur (int.)   |                 | Petra Kvitová      | no 2  | 1/4            | 6-4, 6-1       | Tableau |
| 8  | no 50 |  | Jeux olympiques   | 2021  | Dur          |                 | Aryna Sabalenka    | no 3  | 1/16           | 6-4, 3-6, 7-63 | Tableau |
| 9  | no 77 |  | San Diego         | 2022  | Dur          |                 | María Sákkari      | no 7  | 1/16           | 7-63, 6-1      | Tableau |
| 10 | no 77 |  | San Diego         | 2022  | Dur          | Aryna Sabalenka | no 5               | 1/4   | 6-4, 63-7, 6-1 |                | Tableau |
| 11 | no 31 |  | Monterrey         | 2023  | Dur          |                 | Caroline Garcia    | no 5  | Finale         | 6-4, 3-6, 7-5  | Tableau |
| 12 | no 23 |  | Berlin            | 2023  | Gazon        |                 | Elena Rybakina     | no 3  | 1/8            | 61-7, 6-3, 6-4 | Tableau |
| 13 | no 23 |  | Berlin            | 2023  | Gazon        | María Sákkari   | no 8               | 1/2   | 6-4, 7-68      |                | Tableau |
| 14 | no 31 |  | Dubaï             | 2024  | Dur          |                 | Aryna Sabalenka    | no 2  | 1/16           | 65-7, 6-3, 6-0 | Tableau |
| 15 | no 21 |  | Jeux olympiques   | 2024  | Terre battue |                 | Coco Gauff         | no 2  | 1/8            | 7-67, 6-2      | Tableau |
| 16 | no 22 |  | Indian Wells      | 2025  | Dur          |                 | Emma Navarro       | no 8  | 1/16           | 7-65, 6-1      | Tableau |
| 17 | no 19 |  | Madrid            | 2025  | Terre battue |                 | Emma Navarro       | no 10 | 1/16           | 4-6, 6-3, 6-2  | Tableau |